# شهرستان اودوبان (آیووا)
شهرستان اودوبان، آیووا (به انگلیسی: Audubon County, Iowa) شهرستانی در ایالات متحده آمریکا است که در آیووا واقع شده‌است.

## خصوصیات
شهرستان اودوبان ۱٬۱۴۷٫۳۷ کیلومترمربع مساحت دارد.